# Anton Puškov
Anton Aleksandrovič Puškov (in russo Антон Александрович Пушков?; Surgut, 22 novembre 1988) è un cestista russo.

## Palmarès
- Coppa di Russia: 1

Krasnye Kryl'ja Samara: 2012-13
- VTB United League: 1

Zenit San Pietroburgo: 2021-22
- Eurocup: 1

Chimki: 2011-12
- EuroChallenge: 1

Krasnye Kryl'ja Samara: 2012-13